# Jannie Visscher
Jantje Aaltje (Jannie) Visscher (Dedemsvaart, 8 november 1961) is een Nederlandse politica voor de Socialistische Partij (SP). Van 2006 tot 2014 was zij wethouder in Groningen en van 2014 tot 2018 wethouder in Eindhoven. Van december 2019 tot maart 2024 was zij partijvoorzitter van de SP.

## Levensloop
Ze volgde de opleiding Agrarische Milieukunde aan de Rijks Hogere Landbouwschool (het latere Van Hall Instituut) in Groningen. In 2006 werd ze in die stad namens de SP wethouder voor zorg, ouderen en stadsbeheer en milieu. Na de raadsverkiezingen van 2010 kreeg ze de portefeuilles welzijn en zorg, ouderen, reiniging, stadsbeheer, ecologie en dierenwelzijn, recreatie en integratie en emancipatie.
In mei 2014 werd ze wethouder in de gemeente Eindhoven met de portefeuilles jeugd, onderwijs, passend onderwijs, onderwijshuisvesting, VVE en spilontwikkeling, verkeer, vervoer en mobiliteit.
Bij de gemeenteraadsverkiezingen in 2018 werd Visscher gekozen als raadslid in de gemeente Eindhoven.
Bij de Europese Parlementsverkiezingen van 2019 stond Visscher op de tweede plaats van de kandidatenlijst van de SP, wat niet voldoende was om gekozen te worden. Ze stelde zich kort daarna kandidaat voor de vacante functie van landelijke partijvoorzitter. Tijdens het partijcongres van 14 december 2019 werd ze gekozen tot partijvoorzitter van de SP. In haar periode als voorzitter kreeg ze te maken met problemen rond de SP-jongerenorganisatie ROOD, waarmee in 2021 de banden werden verbroken. Bij alle verkiezingen in haar bestuursperiode liep de SP verder in zeteltal terug. In maart 2024 nam ze afscheid en droeg ze het voorzitterschap over aan Lieke van Rossum.